# Petzen
Petzen (slovenska: Peca) är ett berg i Österrike, på gränsen till Slovenien.   Det ligger i distriktet Völkermarkt och förbundslandet Kärnten, i den sydöstra delen av landet, 230 km sydväst om huvudstaden Wien. Toppen på Petzen är 2 125 meter över havet, eller 877 meter över den omgivande terrängen. Bredden vid basen är 12,9 km.
Närmaste större samhälle är Bleiburg/Pliberk, 9,5 km norr om Petzen.